# Alex Greive
Alexander Greive (sinh ngày 13 tháng 5 năm 1999) là một cầu thủ bóng đá chuyên nghiệp người New Zealand hiện tại đang thi đấu ở vị trí tiền đạo cho câu lạc bộ St Mirren tại Scottish Premiership, và Đội tuyển bóng đá quốc gia New Zealand.

## Sự nghiệp thi đấu

### Câu lạc bộ

#### Trẻ
Grieve thi đấu cho Papakura City và Waitakere City trong cả sự nghiệp cầu thủ trẻ.

#### Cao đẳng
Greive chơi bóng đá cao đẳng với đội thể thao Northern Kentucky Norse, và cũng xuất hiện ở cấp câu lạc bộ cho Cincinnati Dutch Lions vào năm 2019 khi đang học tập.

#### Chuyên nghiệp
Anh bắt đầu sự nghiệp chuyên nghiệp của mình với Birkenhead United tại NRFL Premier vào năm 2015, ở tuổi 15.
Greive dành mùa giải 2020–21 với câu lạc bộ Waitakere United tại New Zealand Football Championship. Sau khi thi đấu cho Birkenhead United, ghi 19 bàn thắng sau 19 trận ở mùa giải 2021, giành danh hiệu Chiếc giày vàng, anh ký hợp đồng với câu lạc bộ St Mirren tại Scottish Premiership vào tháng 1 năm 2022.

### Quốc tế
Vào ngày 26 tháng 1 năm 2022, Greive lần đầu tiên được gọi lên đội tuyển quốc gia New Zealand để chuẩn bị cho 2 trận giao hữu gặp Jordan và Uzbekistan như một sự thay thế cho Andre de Jong. Anh có trận ra mắt quốc tế trong trận thua 1-3 trước Jordan, khi vào sân thay cho Logan Rogerson ở phút thứ 81. Trong trận đầu tiên đá chính New Zealand vào ngày 24 tháng 3 năm 2022, trận thắng 7-1 trước Nouvelle-Calédonie, anh đã lập một cú đúp, những bàn thắng quốc tế đầu tiên của anh.

## Bàn thắng quốc tế
Tỷ số và kết quả liệt kê bàn thắng đầu tiên của New Zealand, cột điểm cho biết điểm số sau mỗi bàn thắng của Greive.
| #  | Thời gian           | Địa điểm                                   | Đối thủ            | Ghi bàn | Kết quả | Giải đấu                                     |
| -- | ------------------- | ------------------------------------------ | ------------------ | ------- | ------- | -------------------------------------------- |
| 1. | 24 tháng 3 năm 2022 | Sân vận động Suheim bin Hamad, Doha, Qatar | Nouvelle-Calédonie | 1–0     | 7–1     | Vòng loại giải vô địch bóng đá thế giới 2022 |
| 2. | 24 tháng 3 năm 2022 | Sân vận động Suheim bin Hamad, Doha, Qatar | Nouvelle-Calédonie | 3–1     | 7–1     | Vòng loại giải vô địch bóng đá thế giới 2022 |

## Danh hiệu
Cá nhân
- Chiếc giày vàng Northern League: 2021
- Cầu thủ có giá trị nhất Northern League: 2021